# Masato Harasaki
Masato Harasaki (jap. 原崎 政人 Harasaki Masato; ur. 13 sierpnia 1974) – japoński piłkarz występujący na pozycji pomocnika.

## Kariera klubowa
Od 1993 do 2004 roku występował w klubach Bellmare Hiratsuka, Omiya Ardija i Vegalta Sendai.